# Edmond Soussa
Edmond Soussa   (El Caire, 11 d'octubre de 1898 - París, 29 de maig de 1989) fou un jugador egipci de billar campió del món en diverses ocasions.
Fou 11 cops campió del món. A data de 2020 és l'únic jugador africà campió del món en aquest esport. Nascut a Egipte, de jove emigrà a França on es convertí en figura del billar, esdevenint la primera gran estrella del món del billar durant els anys vint i trenta del segle xx.

## Palmarès
Font:
- Campionat del Món de billar a tres bandes:  1928, 1929  1930, 1931, 1933  1936
- Campionat del Món de billar de carambola quadre 47/1:  1928, 1929, 1931  1930, 1932, 1933
- Campionat del Món de billar de carambola quadre 47/2:  1933  1930  1927, 1928, 1929, 1932
- Campionat del Món de billar de carambola quadre 71/2:  1930, 1931
- Campionat del Món de billar de carambola lliure:  1928, 1929, 1930  1931, 1932
- Campionat d'Europa de billar de carambola quadre 47/2:  1932, 1933  1928, 1929

## Referències

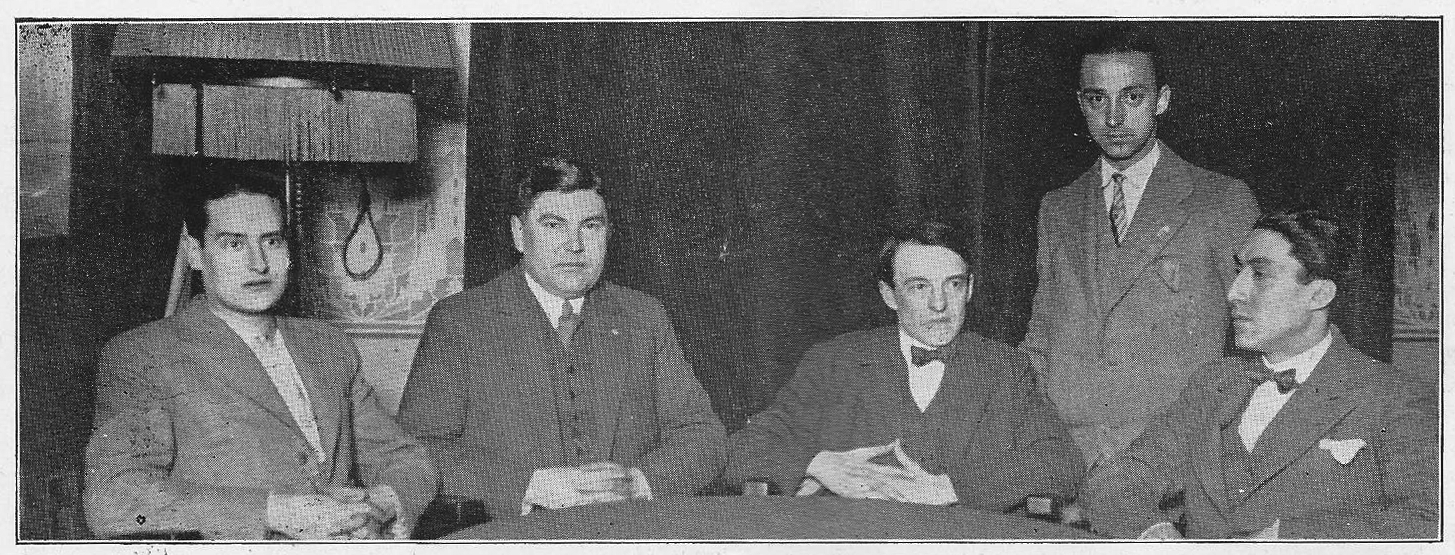
Soussa (dreta) al Mundial de tres bandes de 1930 a Amsterdam, juntament amb Enric Miró, Arnoud Sengers, Otto Unshelm i Armand Martínez Sagi (des de l'esquerra).